# Спутники и спутницы Тесея
Спутники и спутницы Тесея — в греческой мифологии юноши и девушки, которых периодически посылали из Афин на Крит для Минотавра как возмещение за убийство в Аттике Андрогея.
Единственный нарративный источник, перечисляющий их имена (кроме Перибеи или Эрибеи, упоминавшейся Софоклом и другими авторами) — комментарий Сервия к «Энеиде» (в котором некоторые имена искажены), однако ряд имён известны из вазописи. Сервий отмечает, что о них говорили Сапфо в лирике, Вакхилид в дифирамбах, Еврипид в «Геракле» и Платон в «Федоне», однако тексты Еврипида и Платона не содержат имён. Самого Тесея в их число списки не включают (однако Гелланик причислял Тесея к семи юношам).
Сервий даёт следующий перечень:
- Гиппофорбант[5], сын Алипа или Еврибия (?) (hippoforbas et libi);
- Идас, сын Аркада (idest arcadis);
- Антимах, сын Евандра (antimachus euandri);
- Менесфей, сын Суния (mnesteus sumiani);
- Амфидок[6], сын Рамнунта (phidocus ramuntis);
- Демолеонт[7], сын Кидона[8] (demolion cydani);
- Порфирион, сын Келея (puriesion celei);
- Перибея, дочь Алкафоя (peribea alcatim);
- Мелиппа (Меланиппа?), дочь Пирия[9] (medippe pyrii);
- Иесиона[10] (или Гесиона), дочь Келея (iesione celei);
- Андромаха, дочь Евримедонта (andromache eurimedontis);
- Евримедуса[11], дочь Поликсена (seupymedusa polixeni);
- Европа, дочь Лаодика (europe laodicit);
- Мелита, дочь Фриагона (Трикорифа?)[12] (milita triaconi).

Имена на произведениях искусства:
- Имена на вазе Франсуа (CIG 8185): юноши Федим[13], Дадух[14], Еврисфен[15], Евксистрат[16], Антиох, Гермипп[17], Прокрит[18]; девушки Гипподамия[19] , Менесфо[20], Коронида[21], Дамасистрата[22], Астерия[23], Лисидика, Эрибоя[24].
- Имена на кубке из Вульчи[25] (CIG 8139): юноши Ликин, Антий, Симон[26], Ликий, Солон, Тимо…[27], девушки Еванфа[28], Анфила, Глика[29], Евпедо, Евтил…, Евника[30].
- Имена на вазе из Вульчи[31] (CIG 7719): Фенип, Астидамант[32], Калликрат[33], Прокрит (Перкос?[34]), Ти[мон]ика, Демодика.